# Götabergsskolan

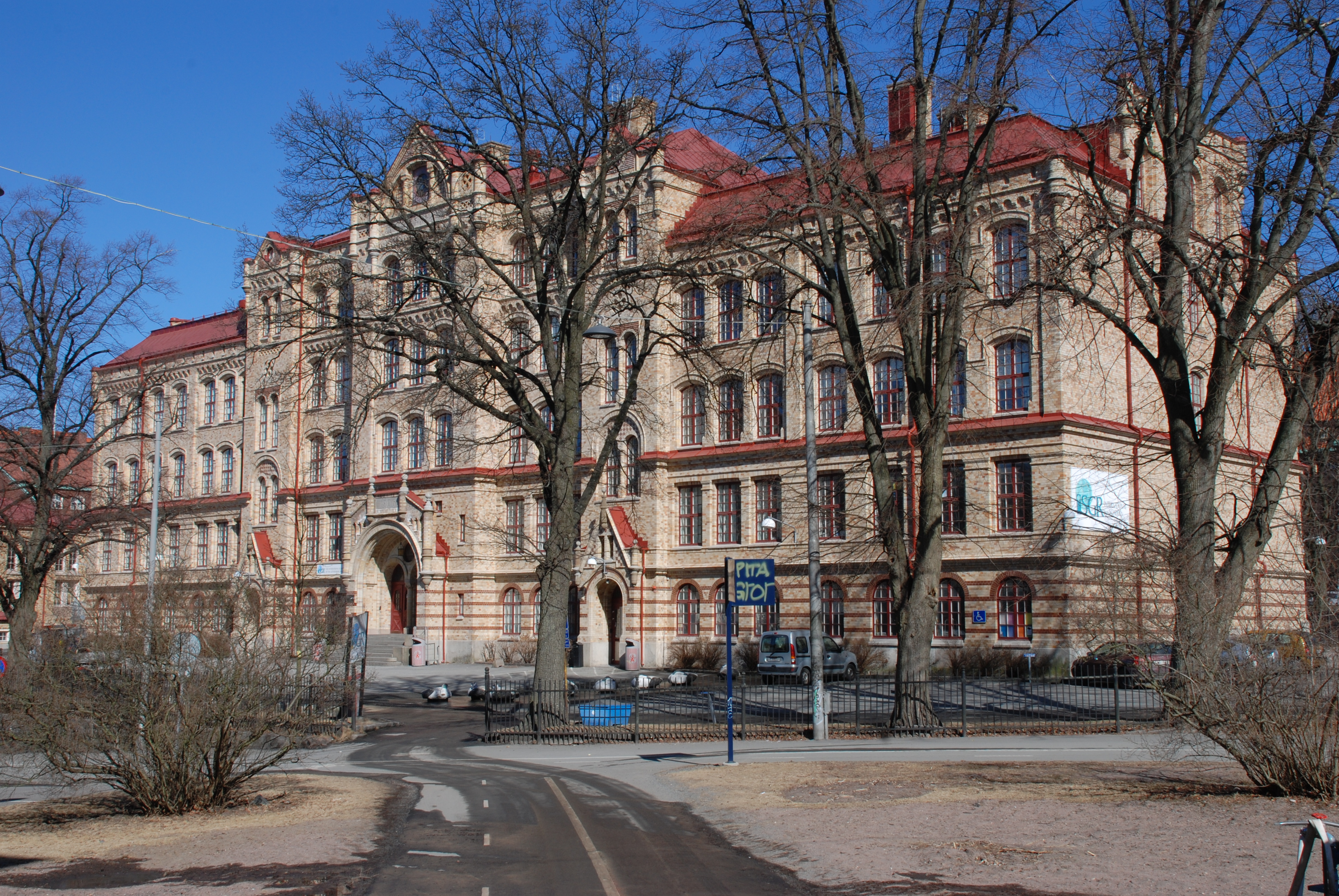
Götabergsskolan

Götabergsskolan är en skolbyggnad vid Molinsgatan i stadsdelen Lorensberg i Göteborg.
Skolan togs i bruk 17 november 1906 och ritades av arkitekt Adrian C. Peterson. Kostnaden för byggnaden med inventarier var 443 431 kronor. Antalet klassrum var 30 och skolan rymde 956 elever. 
Sedan 2002 hyser byggnaden IHGR, International High School of the Gothenburg Region. 